# Primera divisió espanyola de futbol 1933-1934
La Primera Divisió espanyola 1933/34 va ser la sisena temporada de la màxima competició de la lliga espanyola de futbol. Va començar el 5 de novembre de 1933 i es va finalitzar el 4 de març de 1934.
L'Athletic de Bilbao va guanyar el seu tercer títol de lliga. L'equip basc va estar intractable a San Mamés, guanyant tots els partits, amb una mitjana de gairebé cinc gols per matx.

## Equips participants
| Club             | Ciutat        | Estadi           |
| ---------------- | ------------- | ---------------- |
| Arenas           | Getxo         | Ibaiondo         |
| Athletic Bilbao  | Bilbao        | San Mamés        |
| Barcelona        | Barcelona     | Les Corts        |
| Betis            | Sevilla       | Patronato Obrero |
| Donostia         | Sant Sebastià | Atocha           |
| Espanyol         | Barcelona     | Sarrià           |
| Madrid           | Madrid        | Chamartín        |
| Oviedo           | Oviedo        | Buenavista       |
| Racing Santander | Santander     | El Sardinero     |
| València         | València      | Mestalla         |

## Classificació
| Pos | Equip               | PJ | PG | PE | PP | GF | GC | DG  | Pts |        |
| --- | ------------------- | -- | -- | -- | -- | -- | -- | --- | --- | ------ |
| 1   | Athletic Bilbao (C) | 18 | 11 | 2  | 5  | 61 | 27 | +34 | 24  | Campió |
| 2   | Madrid FC           | 18 | 10 | 2  | 6  | 41 | 29 | +12 | 22  |        |
| 3   | Racing Santander    | 18 | 9  | 1  | 8  | 38 | 39 | −1  | 19  |        |
| 4   | Betis               | 18 | 9  | 1  | 8  | 29 | 36 | −7  | 19  |        |
| 5   | Donostia            | 18 | 7  | 4  | 7  | 29 | 33 | −4  | 18  |        |
| 6   | Oviedo              | 18 | 8  | 2  | 8  | 51 | 45 | +6  | 18  |        |
| 7   | València            | 18 | 7  | 3  | 8  | 28 | 38 | −10 | 17  |        |
| 8   | Espanyol            | 18 | 7  | 3  | 8  | 41 | 42 | −1  | 17  |        |
| 9   | Barcelona           | 18 | 8  | 0  | 10 | 42 | 40 | +2  | 16  |        |
| 10  | Arenas              | 18 | 3  | 4  | 11 | 18 | 49 | −31 | 10  |        |

## Resultats
| Casa \ Fora      | ARE | ATH | BAR | BET | DON | ESP | MAD | OVI | RAC | VAL |
| ---------------- | --- | --- | --- | --- | --- | --- | --- | --- | --- | --- |
| Arenas           | —   | 2–0 | 3–1 | 0–1 | 0–0 | 1–2 | 3–3 | 1–1 | 2–1 | 1–2 |
| Athletic Bilbao  | 9–0 | —   | 6–1 | 5–0 | 2–1 | 5–0 | 5–1 | 6–2 | 3–1 | 6–2 |
| Barcelona        | 4–0 | 2–1 | —   | 5–1 | 4–0 | 5–0 | 1–2 | 2–0 | 6–3 | 5–2 |
| Betis            | 2–0 | 1–3 | 1–0 | —   | 1–1 | 3–1 | 2–1 | 4–2 | 2–1 | 2–1 |
| Donostia         | 4–1 | 3–0 | 2–0 | 3–2 | —   | 3–3 | 0–3 | 3–1 | 2–1 | 3–1 |
| Espanyol         | 6–2 | 1–4 | 3–2 | 3–1 | 4–0 | —   | 2–2 | 5–2 | 5–0 | 2–2 |
| Madrid           | 2–1 | 3–0 | 4–0 | 0–1 | 2–0 | 3–2 | —   | 5–1 | 1–0 | 3–2 |
| Oviedo           | 7–0 | 2–2 | 7–3 | 4–3 | 3–2 | 3–1 | 3–2 | —   | 3–1 | 7–0 |
| Racing Santander | 4–1 | 3–2 | 3–1 | 4–1 | 1–1 | 3–1 | 4–3 | 4–3 | —   | 2–1 |
| València         | 0–0 | 2–2 | 2–0 | 2–1 | 4–1 | 1–0 | 2–1 | 1–0 | 1–2 | —   |

### Resultats finals
- Campió: Athletic de Bilbao
- Descens: no hi va haver descensos
- Ascens: Sevilla Fútbol Club i Atlético de Madrid.

## Màxims golejadors
| Posició | Jugador             | Equip           | Gols |
| ------- | ------------------- | --------------- | ---- |
| 1       | Isidro Lángara      | Oviedo          | 26   |
| 2       | Francisco Iriondo   | Español         | 18   |
| 3       | José Iraragorri     | Athletic Bilbao | 17   |
| 4       | Bata                | Athletic Bilbao | 14   |
| 4       | Guillermo Gorostiza | Athletic Bilbao | 14   |
| 6       | Martí Ventolrà      | Barcelona       | 13   |
| 7       | Luis Regueiro       | Madrid          | 12   |
| 8       | Simón Lecue         | Betis           | 11   |
| 8       | Victorio Unamuno    | Betis           | 11   |
| 8       | Herrerita           | Oviedo          | 11   |

## Porter menys golejat
| Posició | Jugador                 | Equip              | Gols                  |
| ------- | ----------------------- | ------------------ | --------------------- |
| 1       | Gregorio Blasco Sánchez | Athletic de Bilbao | 21 gols en 14 partits |

## La plantilla de l'Athletic de Bilbao
| Nom                    | Posició        | Partits | Gols |
| ---------------------- | -------------- | ------- | ---- |
| Gregorio Blasco        | Porter         | 14      | (21) |
| José Luis Izpizua      | Porter         | 4       | (6)  |
| José Maria Castellanos | Defensa        | 15      | -    |
| Leonardo Cilaurren     | Defensa        | 13      | -    |
| Javier Moronati        | Defensa        | 4       | -    |
| Juan José Urquizu      | Defensa        | 5       | -    |
| Luis Zabala            | Defensa        | 5       | -    |
| Luis                   | Defensa        | 0       | -    |
| Isaac Oceja            | Defensa        | 0       | -    |
| Juan Garizurieta       | Centrecampista | 8       | -    |
| Gerardo Bilbao         | Centrecampista | 9       | 1    |
| José Muguerza          | Centrecampista | 18      | -    |
| Roberto                | Centrecampista | 17      | -    |
| Carlos Petreñas        | Centrecampista | 0       | -    |
| Bata                   | Davanter       | 17      | 14   |
| José Antonio Careaga   | Davanter       | 1       | -    |
| Chirri II              | Davanter       | 17      | 7    |
| Guillermo Gorostiza    | Davanter       | 16      | 14   |
| José Iraragorri        | Davanter       | 17      | 17   |
| Ramón Lafuente         | Davanter       | 17      | 3    |
| Luis María Uribe       | Davanter       | 1       | 3    |
| José Mandalúniz        | Davanter       | 0       | -    |
| Hermenegildo Elices    | Davanter       | 0       | -    |

- Entrenador: Patricio Caicedo